# 卡拉斯卡-卡斯蒂廖内
卡拉斯卡-卡斯蒂廖内（義大利語：Calasca-Castiglione），是意大利韦尔巴诺-库西亚-奥索拉省的一个市镇。总面积57平方公里，人口714人，人口密度12.5人/平方公里（2009年）。ISTAT代码为103014。